# Ordinamento Pińczów
Ordinamento Pińczów fu un'istituzione (fedecommesso) polacca voluta nel 1601 da Piotr e da Zygmunt Myszkowski.

Stemma dei Gonzaga-Myszkowski

La base dell'ordinamento erano le proprietà che aveva accumulato il vescovo di Cracovia Piotr Myszkowski, morto nel 1591. Alla fine del XVI secolo, i suoi eredi-nipoti Piotr e Zygmunt durante un viaggio in Italia ricevettero da papa Clemente VIII il titolo di "Marchese di Mirow", e poi vennero adottati dal duca di Mantova Vincenzo I Gonzaga.
Per festeggiare il titolo di nobiltà e per evidenziare l'importanza del nuovo nome della famiglia dinastica, dopo il ritorno alla Repubblica cominciarono gli sforzi per creare l'ordinamento. Venne creato nel 1601 il fedecommesso "Gonzaga Myszkowsky", che consisteva in tre città e 78 villaggi e veniva ereditato attraverso la linea maschile.
Nel 1727, dopo la morte dell'ultimo rappresentante maschile della famiglia Gonzaga Myszkowsky, divennero signori di Pińczów i conti Wielopolski, parenti per via materna e iniziarono o litigi tra gli eredi. Conformemente alla sentenza della Corte della Corona, nel 1729 l'ordinamento venne attribuito a Franciszek Wielopolski Gonzaga Myszkowski, che accettò il titolo ereditario di margravio, VIII in ordine dei "Wielopolski Gonzaga Myszkowski". Franciszek morì nel 1732 e gli succedette il figlio Karol.
Nel 1813 ci fu una rottura: i Wielopolski, per pagare i debiti, vendettero Pińczów insieme a una parte dei terreni.
Centro dell'Ordinamento venne trasferito a Chrobrza.
Nel 1824 Aleksander Ignacy Wielopolski Gonzaga Myszkowski, XIII in ordine, riuscì a riscattare i terreni perduti e a ripristinare la proprietà al suo antico splendore.
L'ordinamento esistette fino al 1945, abolito a seguito della riforma agraria.

## I signori
- Zygmunt Gonzaga Myszkowski (1562-1615), I in ordine
- Jan Gonzaga Myszkowski, II in ordine
- Ferdynand Gonzaga Myszkowski, III in ordine
- Władysław Gonzaga Myszkowski, IV in ordine
- Franciszek Gonzaga Myszkowski, V in ordine
- Stanisław Kazimierz Gonzaga Myszkowski, VI in ordine
- Józef Władysław Gonzaga Myszkowski, VII in ordine
- Franciszek Wielopolski Gonzaga Myszkowski (1658-1732), VIII in ordine
- Karol Wielopolski Gonzaga Myszkowski, IX in ordine
- Franciszek Wielopolski Gonzaga Myszkowski (1732-1809), X in ordine
- Józef Jan Nepomucen Wielopolski Gonzaga Myszkowski, XI in ordine
- Józef Stanisław Wielopolski Gonzaga Myszkowski (1777-1816), XII in ordine
- Aleksander Ignacy Wielopolski Gonzaga Myszkowski (1803-1877), XIII in ordine
- Zygmunt Andrzej Wielopolski Gonzaga Myszkowski (1833-1902), XIV in ordine
- Aleksander Wielopolski Gonzaga Myszkowski (1875-1937), XV in ordine
- Zygmunt Konstanty Wielopolski Gonzaga Myszkowski, XVI in ordine